# Остров Уединения
О́стров Уедине́ния — остров в центральной части Карского моря. Высота острова до 25 м, площадь (вместе с песчаными косами) около 20 км². Сложен песчаными отложениями. Поверхность покрыта тундровой растительностью. Западная часть острова возвышена, западный берег обрывист. На восток поверхность острова постепенно понижается. Короткие ручьи стекают на восток и впадают в лагуну Северную. Самый большой — ручей Иогансена, длиной около 2,5 км. Остров Уединения входит в состав Красноярского края.
Остров Уединения открыт 26 августа 1878 года норвежским капитаном Эдваром Иоганнесеном во время промысла на зверобойной шхуне «Нордланд» и назван им норв. Ensomheden (одиночество) по причине изолированного положения.
Российский флаг был поднят над островом Уединения осенью 1915 года экспедицией на барке «Эклипс» под командованием Отто Свердрупа.
7 сентября 1934 года экспедиция на ледокольном пароходе «Садко» (капитан А. К. Бурке), в сопровождении ледокола «Ермак», основала на острове полярную станцию. Оборудование и персонал были предназначены для станции на мысе Оловянный (Северная Земля), но ледовая обстановка не позволила туда пробиться и по распоряжению Главсевморпути место выгрузки было перенесено. Начало строительства станции и первую зимовку на острове провели 18 человек (в том числе 9 строительных рабочих) под руководством С. В. Шманева.
Во время Великой Отечественной войны, 8 сентября 1942 года, немецкая подводная лодка U-251 (командир капитан-лейтенант Тимм нем. Timm) всплыла рядом с островом и артиллерийским огнём разрушила здание станции и продовольственный склад. Жертв среди семи полярников не было, радиостанция не пострадала и метеостанция продолжила работу. Это было одной из последних атак, совершённых Кригсмарине во время операции «Вундерланд» (нем. Wunderland).
Полярная станция закрыта в 1996 году.
В 2022 возобновлены метеорологические наблюдения на острове Уединения в Карском море. 07 августа 2022 установлена автоматическая метеорологическая станция (АМС).